# TVZ Zeewolde
TVZ Zeewolde, voluit Triathlon Vereniging Zeewolde, is een sportvereniging uit Zeewolde, opgericht op 30 mei 1990.

## Geschiedenis
Marco Rademaker, amateurwielrenner woonachtig in Zeist, neemt deel aan de hele triathlon van Almere waarvan het fietsparcours door het op dat moment jongste dorp van Nederland voert: Zeewolde. Rademaker komt op het idee hier te gaan wonen en organiseert met zijn vrouw Anneke in 1989 de allereerste kwart triathlon van Zeewolde. Een succesvol evenement met bijna 600 deelnemers waaronder veel sportieve dorpsgenoten.
Kort daarna start de bouw van het zwembad 'het Baken' en om hier een vast trainingsuur te kunnen claimen, moet Rademaker een verenigingsstatus bezitten. Op 30 mei is de aanmelding bij de NTB een feit. 
De triathlonvereniging zal in later jaren uitgroeien tot (op het hoogtepunt) een vereniging met 160 leden, waarvan vele via vrijwilligersbijdragen zorgen voor een aantal lokale sportieve hoogtepunten, waaronder de LOKO Loopcompetitie, de Halve marathon van Zeewolde (1000 deelnemers in 2006), de FBC fietstijdritcompetitie en de Zeewolde Endurance.
TVZ telt 4 ereleden: Marco Rademaker, Gerard van der Horst, Paul Lindeboom en Harry Dobber.

### Website
- Verenigingswebsite